# 7299 Індіяводкінз
7299 Індіяводкінз (7299 Indiawadkins) — астероїд головного поясу, відкритий 21 листопада 1992 року.
Тіссеранів параметр щодо Юпітера — 3,329.